# Pierre Pommarède
Pierre Pommarède ne doit pas être confondu avec Pierre Pomarède, maire d'Agen entre 1963 et 1971.
Pierre Pommarède, né le 19 mars 1929 à Burie (Charente-Inférieure) et mort le 15 août 2010 à Périgueux (Dordogne), est un prêtre catholique et historien français.
Installé en Dordogne peu avant la Seconde Guerre mondiale, Pierre Pommarède est ordonné prêtre en 1953 en la cathédrale Saint Front. Il officie dans plusieurs paroisses du diocèse de Périgueux et Sarlat, assume plusieurs responsabilités en son sein, avant de soutenir sa thèse de doctorat en droit civil ecclésiastique devant la faculté de droit canonique de l'Institut catholique de Toulouse en 1974.
Passionné d'histoire, Pierre Pommarède étudie l'histoire et le patrimoine religieux du Périgord, écrit des essais historiques et préside la Société historique et archéologique du Périgord entre 1992 et 2007.

## Biographie
Pierre Pommarède naît dans une famille militaire le 19 mars 1929, à Burie (Charente-Maritime),. Il passe sa jeunesse à Maubourguet (Hautes-Pyrénées) et devient très jeune enfant de chœur. Peu avant la Seconde Guerre mondiale, Pierre Pommarède s'installe avec sa famille à Tocane-Saint-Apre (Dordogne), commune dans laquelle il célèbre sa communion solennelle puis sa confirmation. Il étudie au collège et au lycée Saint-Joseph de Périgueux,. Après la guerre, il s'initie à la philosophie et la théologie. Le 21 mars 1953, il est ordonné prêtre en la cathédrale Saint Front, par Mgr l'évèque Georges-Auguste Louis,,.
Pierre Pommarède devient ensuite vicaire à l'église Saint-Martin (15 août 1953) et à l'église Saint-Étienne-de-la-Cité à Périgueux (1er septembre 1956),,. Il organise plusieurs pèlerinages pour ses paroissiens, notamment au sanctuaire de Lourdes, à Assise, au Vatican, en Autriche, à Saint-Jacques-de-Compostelle, à Jérusalem, au lac de Tibériade et au tombeau des Patriarches à Hébron,. Le 29 septembre 1962, il est nommé curé de la paroisse de Château-l'Évêque. En parallèle, il assure l'aumônerie au lycée La Roche-Beaulieu. Le 10 octobre 1970, Pierre Pommarède quitte ses fonctions de curé pour être aumônier au sein du 5e régiment de chasseurs à cheval, jusqu'à sa dissolution en 1994,,,. L'année suivante, en 1970, il devient responsable de la Pastorale scolaire en 1971, puis responsable du Service diocésain des vocations sacerdotales entre 1974 et 1988,,.
Le 10 septembre 1974, Pierre Pommarède soutient sa thèse de doctorat en droit civil ecclésiastique devant la faculté de droit canonique de l'Institut catholique de Toulouse. Il mène également des recherches au siège du Grand Orient de France, à Paris. En 1976, il est désigné comme notaire de l'officialité, éducateur chez les scouts, puis comme aumônier de la nouvelle École nationale de police de Périgueux, où il est surnommé le « Padre ». Le 23 juin 2001, il est nommé chanoine titulaire par Mgr Gaston Poulain.
Passionné d'histoire et du Périgord, Pierre Pommarède regroupe une collection de cartes postales anciennes et écrit de nombreux ouvrages sur le patrimoine religieux de la région. Il est président de la Société historique et archéologique du Périgord entre février 1992 et 2007.
Pierre Pommarède habite dans la rue Victor-Hugo, à Périgueux. Le 15 août 2010 vers 8 h, alors qu'il prépare un nouvel ouvrage sur le patrimoine religieux et les saints célèbres du Périgord avec Jacques Lagrange, il décède d'une hémorragie interne au centre hospitalier de Périgueux,,. Ses obsèques sont célébrées par Mgr l'évêque Michel Mouïsse, le 19 août 2010, à la cathédrale Saint-Front de Périgueux. L'absoute a lieu dans la chapelle Notre-Dame de Perdux le même jour, à Tocane-Saint-Apre. Il est inhumé dans le cimetière de la commune. D'après le journaliste Alain Bernard, « l'abbé de plume ou de soutane [et] érudit, [Pierre Pommarède], a marqué la vie religieuse de Périgueux » pour les nombreuses fonctions qu'il a occupé dans le diocèse. Le journaliste souligne également son « ubiquité » dans l'étude de l'histoire locale.

## Publications

### Ouvrages
- L'abbaye de Chancelade et le prieuré de Merlande  (en collaboration avec Jean Secret), éditions SIP, 1957
- La séparation de l'Église et de l'État en Périgord, Périgueux, éditions Fanlac, 1976, 1re éd., 720 p.
- Le Périgord oublié, Périgueux, éditions Fanlac, 1977
- Brantôme et Bourdeilles oubliés, Périgueux, éditions Fanlac, 1980, 1re éd.
- Bergerac oublié, éditions Fanlac, 1982, 310 p. (ISBN 2865770176 et 978-286577-017-5)
- Nontron oublié, Périgueux, éditions Fanlac, 1982 (ISBN 2865770346 et 978-2865770342)
- Sarlat oublié, Périgueux, éditions Fanlac, 1982 (ISBN 2865770338 et 978-2865770335)
- Brantôme et Bourdeilles oubliés, Périgueux, éditions Fanlac, 1982, 2e éd. (ISBN 978-2-86577-021-2)
- Tocane et Saint-Apre oubliés, t. 1 : Tocane oublié, éditions Fanlac, 1987, 334 p. (ISBN 978-286577-111-0 et 2-86577-111-3)
- Charles-Marie de Féletz, Un immortel bien oublié  (en collaboration avec Maurice Druon), Périgueux, Pilote 24, 1995 (ISBN 295091490X et 9782950914903)
- La saga de saint Front, Périgueux, Pilote 24, 1997 (ISBN 2950914977 et 978-2950914972)
- Le Périgord des maisons fortes  (en collaboration avec Jean-Marie Bélingard & Jacques Lagrange), Périgueux, Pilote 24, 1999 (ISBN 2912347033 et 978-2912347039)
- Le Périgord des églises et des chapelles oubliées  (préf. Pierre Rosenberg, photogr. Jacques Brachet), Périgueux, Pilote 24, 2002 (ISBN 9782912347688)
- Tocane et Saint-Apre oubliés, t. 2 : Saint-Apre oublié, éditions Fanlac, 10 octobre 2003, 496 p. (ISBN 978-286577-183-7)
- Le Périgord des églises et des chapelles oubliées  (préf. Maurice Druon, photogr. Jacques Brachet), t. II : À l'ombre du clocher, Périgueux, Pilote 24, 2004 (ISBN 2-912347-38-6)
- Le Périgord des mille et un châteaux  (photogr. Nina Reynaud, en collaboration avec Jacques Lagrange et Dominique Audrerie), Périgueux, Pilote 24, 2005 (ISBN 2-912347-51-3)
- La séparation des Églises et de l'État en Périgord, Le Bugue, éditions PLB, coll. « Fleur-de-lys », 2005, 2e éd., 719 p. (ISBN 978-2-86952-070-7)
- Le Périgord des églises et des chapelles oubliées  (préf. Paul Poupard, photogr. Jacques Brachet), t. III : Richesses insoupçonnées, Périgueux, Pilote 24, 2007 (ISBN 978-2-912347-68-8)

### Textes publiés dans leBulletin de la Société historique et archéologique du Périgord
- La chapelle Saint-Jean du cimetière de Bourdeilles, t. CX-1, 1983, p. 66-71
- La Cène de la cathédrale Saint-Front, t. CXI-2, 1984, p. 182-184
- Aquilon, clown et chanoine, t. CXI-4, 1984, p. 296-302
- Les Préfets oubliés, t. CXIII-2, 1986, p. 157-164
- Jean Galmot, t. CXIV-3, 1987, p. 229-247
- La Catastrophe de Chancelade, t. CXV-1, 1988, p. 61-73
- Le faux enfant prodigue de Trélissac, t. CXV-3, 1988, p. 249-252
- Les remords de deux curés constitutionnels, t. CXIX-1, 1992, p. 63-64
- Saint Front au Canada, t. CXIX-2, 1992, p. 451-42
- Il y a deux cent ans : l'abbé Guillaume Delfaud  (en collaboration avec Brigitte et Gilles Delluc), t. CXIX-4, 1992, p. 523-526
- Un buste de Cagliostro en Périgord, t. CXX-2, 1993, p. 441-445
- Le sol et le sang de Rachilde, t. CXX-4, 1993, p. 785-821
- Promenade entre Trincou et Dronne, t. CXX-4, 1993, p. 851-852
- Une nouvelle prophétesse périgourdine, t. CXXII-1, 1995, p. 291-295
- Sur un livre de compte de la fabrique de Montagrier, t. CXXIII, 1996, p. 301-318
- Sur un registre de la fabrique de Saint-Front (1837-1857), t. CXXIV-2, 1997, p. 301-318
- Le baptême de Clovis, t. CXXIV-3, 1997, p. 419-420
- Guerre de 1870 : les monuments aux morts de Périgueux  (en collaboration avec Christian Salviat), t. CXXV, 1998, p. 338-351
- Guerre de 1870 : les monuments aux morts de l'arrondissement de Ribérac  (en collaboration avec Henri de Castellane), t. CXXV, 1998, p. 534-539
- Promenade aux portes de la Double  (en collaboration avec Sophie Bridoux), t. CXXV, 1998, p. 667-670
- Guerre de 1870 : les monuments aux morts de l'arrondissement de Bergerac  (en collaboration avec Jean-Louis Audebert), t. CXXV, 1998, p. 521-529
- Un nouvel antiphonaire de Vauclaire, t. CXXV, 1998, p. 579-580
- Les antiphonaires de Saint-Pierre-de-Chignac, t. CXXV, 1998, p. 577-578
- Il y a deux siècles : des tags royalistes à Périgueux, t. CXXV, 1998, p. 299-301
- Les dossiers de Vincennes, t. CXXV, 1998, p. 145-156
- Guerre de 1870 : les monuments aux morts de l'arrondissement de Sarlat  (en collaboration avec Jean Greletty), t. CXXV, 1998, p. 539-542
- Quand les ailes poussaient en Périgord, t. CXXVI, 1999, p. 637-652
- Le dolmen de Margaux, t. CXXVI, 1999, p. 435-437
- Un prieuré oublié : Le Badeix, t. CXXVI, 1999, p. 181-198
- Monuments aux morts de Liorac-sur-Louyre, Mauzac, Saint-Meyme et Grand-Castang, Pressignac-Vicq, Saint-Agne, Saint-Capraise-de-Lalinde, Saint-Félix-de-Villadeix, Saint-Marcel-du-Périgord, Le Verdon, t. CXXVI, 1999, p. 116-121
- Excursion en pays belvésois, t. CXXVII-3, 2000, p. 527-530
- Discours lors de la cérémonie de remise de la cravate de commandeur de l'ordre national du mérite à Jacques Lagrange, t. CXXVII-3, 2000, p. 531-534
- La comtesse, le singe et le bénitier, t. CXXVIII, 2001, p. 105-108
- Promenade en Mussidanais, t. CXXIX, 2002
- L'épreuve sentimentale d'Eugène Le Roy, t. CXXX-1, 2003, p. 139-149
- Le mouchoir de Jeanne Blondel ou le Grand Séminaire de Périgueux, t. CXXX-2, 2003, p. 355-358
- Les cent ans de l'amiral de Presle (discours du 5 mars 2003), t. CXXX-2, 2003, p. 373-374
- Inauguration de la bibliothèque Alberte Sadouillet-Perrin à Saint-Cyprien, t. CXXX-3, 2003, p. 477-478
- À propos de notre sortie d’automne, un saint Front limousin et un Périgourdin, gouverneur de la Martinique  (en collaboration avec Pierre Brulant), t. CXXX-4, 2003, p. 599-602
- Le duc ou le philosophe de la rue Saint-Simon à Périgueux (Varia), t. CXXXI-2, 2004, p. 243-244
- Notre Sortie d'été en Bergeracois, t. CXXXI-3, 2004, p. 385-388
- Des noces de papier (éditorial en hommage à Jacques Lagrange), t. CXXXI-4, 2004, p. 451-452
- Le Périgord en Gironde ou les richesses de Verdelais, t. CXXXI-4, 2004, p. 461-574
- Les silhouettes à la plume des sénateurs et députés du Périgord  (en collaboration avec Bernard Lachaise), t. CXXXI-4, 2004, p. 657-664
- L'ascendance périgordine de Mme Jules Verne, t. CXXXII-3, 2005, p. 349-362
- Notre sortie d'automne (Ribéracois), t. CXXXII-4, 2005, p. 559-562
- Soixante dix ans après… (éditorial, installation de la SHAP rue du Plantier), t. CXXXIII-4, 2006, p. 417-418
- La brodeuse du Bournat (comtesse de Mirandol), t. CXXXIV-1, 2007, p. 147-148

### Articles
- « Atala est morte en Périgord », Le Journal du Périgord, no 10,‎ septembre 1991, p. 29-35
- « Histoire d'un bagnard : Anthelme Collet », Revue des Archives départementales la Dordogne, no 4,‎ juin 1994, p. 3-9 (ISSN 1241-2228)
- « La Grande Mission de Périgueux », Le Journal du Périgord, no 25,‎ juin 1995, p. 60-67

## Distinctions

### Décorations
- Officier de la Légion d'honneur (décret du 9 avril 2004[9],[10], remise de l'ordre par Xavier Darcos[11])
  -  Chevalier de la Légion d'honneur (décret du 13 juillet 1993[1],[12])
- Chevalier de l'ordre national du Mérite (1984[13])
- Chevalier de l'ordre du Saint-Sépulcre de Jérusalem (1987[1])

### Prix littéraires
- 1977 : prix Thérouanne pour La séparation de l'Église et de l'État en Périgord[1],[14]
- 1996 : médaille d'argent du prix Georges-Goyau pour Charles-Marie de Féletz, Un immortel bien oublié[1],[14]
- 1998 : prix Brive-Caze de l'Académie nationale des sciences, belles-lettres et arts de Bordeaux pour La saga de saint Front[1]